# Astragalus mayeri
Astragalus mayeri Micevski – gatunek rośliny z rodziny bobowatych (Fabaceae Lindl.). Występuje naturalnie w Albanii, Macedonii Północnej oraz Grecji. Rośnie między innymi na terenie Parku Narodowego Galiczica.

## Taksonomia
Takson został po raz pierwszy opisany w 1970 roku. Holotyp pochodził z Macedonii, w masywie Galiczica. Został zebrany w 1968 roku. Rósł w klimacie alpejskim na wysokości między 1200 a 2000 m n.p.m., na skalistym, wapiennym podłożu.

## Morfologia
OwoceStrąki z paskami o białym i czarnym owłosieniu.
Gatunki podobneRoślina jest niewątpliwie bardzo blisko spokrewniony z gatunkiem A. sericophyllum.

## Biologia i ekologia
Występuje na wysokości od 1564 do 2000 m n.p.m. Kwitnie od końca czerwca do połowy lipca, natomiast owoce pojawiają się od lipca do września. Rośnie w zespole roślinności Sempervivum–Jovibarba. Występuje na kamienistych i suchych zboczach oraz na skalistych pastwiskach w masywie Galiczica – góry Ivani oraz w południowej części Mali i Thatë. Na zboczach góry Ivani A. mayeri rośnie w polanach z przewagą klonu Heldreicha i Prunus prostata. Natomiast na Mali i Thatë rośnie w wyższych partiach w miejscach skalistych i na pastwiskach. Dzieli tam środowisko z takimi gatunkami jak: Astragalus angustifolius, goździk krwisty (Dianthus cruentus), podgatunek goździka kropkowanego (Dianthus deltoides subsp. degenii), Dianthus haematocalyx subsp. pindicola, Helichrysum plicatum, podgatunek kosaćca niskiego (Iris pumila subsp. attica), podgatunek jałowca pospolitego (Juniperus communis subsp. alpina) oraz czyściec kosmaty (Stachys germanica). Ponadto po obu stronach przełęczy, która łączy górę Ivani z południową częścią Mali i Thatë dzieli siedliska z Erodium guicciardii, Sempervivum ciliosum oraz Sideritis raeseri.
Rośliny A. mayeri rośnące na górze Ivani są bardziej wytrzymałe i większe od tych, które występują na Mali i Thatë. Jest to związane z nadmiernym wypasem owiec na tej drugiej górze.